# 加行
加行（梵：prayoga；巴：payoga；藏：སྦྱོར་བ，轉寫：sbyor ba），舊譯方便、前方便，即加功用行之意，乃針對正行之預備前行。廣義來說，修行歷程中一切的功用、努力，都能稱作加行。如《現觀莊嚴論》立，圓滿一切相、頂、漸次、剎那，這四種現觀加行，把資糧道到成佛之前的努力，都安上加行之名。
根據說一切有部的《大毘婆沙論》，以「勝解作意」令所取禪相明了現前，稱為「念住加行」（念處方便），不淨觀、持息念、界分別等皆是。能伏諸煩惱，引發四念住，因此稱為念住加行；四念住稱為根本念住。又指出奢摩他（止）、毘鉢舍那（觀）在加行上的差別，前者為「恒樂獨處閑居寂靜，怖畏憒鬧見諠雜過，恒居靜室」，後者為「恒樂讀誦思惟三藏，於一切法自相共相，數數觀察」。《修行方便禪經》講述二甘露門（持息念、不淨觀）前，先說行慈心觀止瞋，次清淨尸羅，於修起三昧後，觀察應不應，向所應者修習，專念繫心。
密教接受灌頂、授戒、宗脈相承等儀式之前，所須預修之特定行法，亦稱為加行。日本東密或台密的「四度加行」（しどけぎょう），指正式授予傳法灌頂，成為傳法阿闍黎之前，所傳授的四法：十八道（じゅうはちどう）・金剛界（こんごうかい）・胎藏界（たいぞうかい）・護摩（ごま)，為密教行者修行之第一階段。
西藏佛教有道前基礎的軌理（ཚུལ，轉寫：tshul），其修習部份之加行依金洲法稱傳有六加行法：「淨地設像、莊嚴供具、端正威儀及歸依發心、觀想聖眾、七支供養、供曼荼羅及加持祈請」，並提及四種能引發止觀正因的資糧：密護根門、正知而行、飲食知量、精勤修習悎寤（不睡眠）瑜伽，可在日常進行。修奢摩他資糧有六：住隨順處、少欲、知足、斷諸雜務、清淨尸羅、斷除貪欲等諸惡尋思，另提及《聲聞地》中正奢摩他十三資糧。奢摩他之加行，為金洲六加行法，尤其是大菩提心，另應淨修共中、下士所緣法類。修毘缽舍那有三資糧：親近善士、徧求多聞、如理思惟，解釋為：親近無倒了達佛語宗要智者、聽聞無垢清淨經論、由聞慧和思慧引發通達真實正見。修本尊瑜伽前，則有共與不共的前行（སྔོན་འགྲོ，轉寫：sngon 'gro）或譯為加行，用作集資糧、淨業障、相應本尊的基礎。所謂「四共加行」，是指思惟「人身難得、念死無常、因果業力、輪迴過患」。「不共加行」依各派傳承不同，種類也有一些差異，如四加行、五加行、九加行等。但各派的基準，主要是指「四皈依及大禮拜、金剛薩埵百字明咒、獻曼荼羅」，有些還會加入上師相應（guru yoga）。
漢傳佛教亦有類似的預備階段。例如天台宗立下「二十五方便」作為其止觀（正修）的行前基礎，即：(一)具五緣：持戒清淨、衣食具足、閒居靜處、息諸緣務、近善知識。(二)訶五欲：訶色、聲、香、味、觸。(三)棄五蓋：棄貪欲、瞋恚、睡眠、掉悔、疑。(四)調五事：調心不沈不浮、身不緩不急、息不澀不滑、眠不節不恣、食不飢不飽。(五)行五法：欲、精進、念、巧慧、一心。華嚴宗的《華嚴雜章門·玄義章》明入道之方便，略作四門：(一)懺除宿障門、(二)發菩提心門、(三)受菩薩戒門、(四)造修勝行門。又如禪宗四祖道信作《入道安心要方便法門》，教示學人悟入佛性的方便，初祖達摩傳《二入四行論》，示入道之途，安心、發行、順物、方便之法。
南傳上座部的《清淨道論》說慈念和死念是一切處業處（sabbatthakakammaṭṭhāna），禪修者當於一切處希求，是追求勤修瑜伽的業處。並提到有人認為不淨想也算是一切處業處。另外，南傳上座部將慈念、死念、不淨想、佛隨念稱為四護衛禪，用於安住禪修，克服障礙。上座部的巴利註解提到根本業處（mūlakammaṭṭhāna）即是《清淨道論》中的應用業處，是禪修者於定的四十種業處中選擇要經常修行的法門，用作修行觀禪的定力基礎。《清淨道論》在講述定的修習法（四十業處）前，提到要：破除十種障礙、親近教授業處的善友、順適於自己的性行、決擇合適的應用業處、選擇適當的住處、破除細障。對如何保護似相，成就安止定，也提出：七種適不適、十種安止善巧、精進平等。在講述慧的修習法（七清淨的後五清淨）前，提到要：以學習與遍問而熟知慧地諸法、成就戒清淨和心清淨（七清淨的前二清淨）。